# David W. Stewart

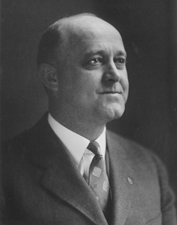
David W. Stewart

David Wallace Stewart (* 22. Januar 1887 in New Concord, Muskingum County, Ohio; † 10. Februar 1974 in Sioux City, Iowa) war ein US-amerikanischer Politiker (Republikanische Partei), der den Bundesstaat Iowa im US-Senat vertrat.
David Stewart besuchte die öffentlichen Schulen und machte 1911 seinen Abschluss am Geneva College in Beaver Falls (Pennsylvania). Im selben Jahr kam er nach Iowa, wo er als Leichtathletiktrainer sowie als Lehrer an einer High School arbeitete. 1917 graduierte er dann an der Law School der University of Chicago. Nach dem Eintritt der Vereinigten Staaten in den Ersten Weltkrieg kämpfte Stewart mit dem US Marine Corps in Europa, wobei er den Rang eines First Sergeant bekleidete. Nach Kriegsende kehrte er nach Iowa zurück und arbeitete in Sioux City als Jurist. In dieser Stadt wurde er 1925 Präsident der örtlichen Handelskammer.
Zu Beginn des Jahres 1926 unterstützte Stewart die Wiederwahlkampagne des seit 1908 amtierenden US-Senators Albert B. Cummins. Dieser bekam es jedoch in der republikanischen Primary in Person von Ex-Senator Smith W. Brookhart mit einem unerwarteten Konkurrenten zu tun, der dann auch schließlich nominiert wurde. Als Cummins am 30. Juli 1926 unerwartet verstarb, beteiligten sich nur die Republikaner an der fällig werdenden Nachwahl. Die Demokraten verzichteten auf einen Bewerber, um sich darauf konzentrieren zu können, Smith Brookhart bei der Wahl für die folgende sechsjährige Amtsperiode zu bezwingen, was jedoch nicht gelang. Beim Nominierungsparteitag für die Nachwahl am 7. August 1926 belegte Stewart im ersten Wahlgang noch den fünften Platz, ehe sich dann jene Delegierten, die gegen Brookhart eingestellt waren, hinter ihm versammelten und ihm zum Sieg im dritten Wahlgang verhalfen.
Stewart wurde daraufhin von Gouverneur John Hammill zunächst zum kommissarischen Nachfolger von Albert Cummins ernannt; nach dem ohne Konkurrenz erfolgten Sieg bei der Nachwahl nahm er den Sitz ab dem 2. November 1926 dann auch offiziell ein. Seine Amtszeit endete am 3. März 1927, als er das Mandat an Smith Brookhart übergab. David Stewart zog sich danach aus der Politik zurück, arbeitete wieder als Jurist in Sioux City und stand dem Kuratorium des Morningside College von 1938 bis 1962 als Präsident vor.